# Colacus endroedii
Colacus endroedii är en skalbaggsart som beskrevs av Martinez 1988. Colacus endroedii ingår i släktet Colacus och familjen Dynastidae. Inga underarter finns listade i Catalogue of Life.